# مقاطعة ساخالين

علم ساخالين أوبلاست

ساخالين أوبلاست (بالروسية: Сахали́нская о́бласть) هي إحدى الكيانات الفدرالية في روسيا. وتحوي المدن والقرى التالية:
- أليكساندروفيسك-ساخالينسكي،
- أنيفا،
- دولينسك،
- خولمسك،
- كورسكوف،
- كوريلسك،
- ماكاروف،
- نفلسك،
- اوخا،
- بورونايسك،
- سفيرو-كوريلسك،
- شاختايورسك،
- توماري، روسيا،
- أوغليغورسك، ساخالين أوبلاست،
- يوجنو-ساخالينسك،

## توأمة
لساخالين أوبلاست اتفاقيات توأمة مع:
- هوكايدو [2]

## أعلام
- سيرج ميشيل

## وصلات خارجية
- (بالروسية) Official website of Sakhalin Oblast
- (بالإنجليزية) Official website of Sakhalin Oblast
- Steam and the Railways of Sakhalin